# Amphisbaena sanctaeritae
Nomes comuns:  Cobra-de-duas-cabeças. 
Reino:Animalia 
Filo: chordata 
Classe: Reptilia
Ordem: Squamata
Família: Amphisbaenidae
Gênero: Amphisbaena 
Espécie: sanctaeritae
Distribuição geográfica: Possui registro em região de mata seca no bioma Cerrado e no município de Santa Rita do Passa Quatro, estado de São Paulo.
Morfologia: Pode atingir comprimento corporal de até 185 mm.
Habitat e ecologia: Os anfisbenídeos pertencem aos répteis fossoriais, e essa condição consiste na principal particularidade deste grupo, sendo o que é responsável por conformar a sua morfologia, habitat e ecologia. Tendo em vista esses fatores, é considerado um dos grupos Squamata que não se possui muito conhecimento. A respeito da sua morfologia é possível descrever que consiste em um corpo cilíndrico, robusto, uniforme e desprovido de patas. Tendo sua cauda com força considerável e pequeno tamanho, seguindo o mesmo formato da cabeça (Cunha, 1961). O comprimento rostro-máximo da Amphisbaena sanctaeritae coletado foi de 185 mm. (Vanzolini, 1994).
Ameaças e usos: As atividades da pecuária, agricultura e a expansão urbana causam impactos negativos na variável solo e, portanto geram riscos a existência da espécie. 
Ações de conservação:  Evitar a fragmentação de habitats, principalmente os espinhaços, encontrados nas chapadas dos Guimarães e chapada dos Veadeiros, ampliar áreas de conservação de cerrado que não são de interesse da agricultura nas fronteiras entre Goiás, Mato Grosso do sul e Mato grosso, além de rovomer a interconxão entre os fragmentos através de corpos hídricos. A desflorestação deve ser reduzida imediatamente em todo o cerrado (Mello, 2014). 
Referências:
CUNHA, O. R. II. Lacertilios da Amazônia. Boletim do Museu Paraense Emilio Goeldi, nova série, Zoologia, Belém v.39, p. 1-189.1961.
VANZOLINI, P. E. A new species of Amphisbaena from the state of Sao Paulo, Brasil (Reptilia, Amphisbaenia, Amphisbaenidae). Papeis Avulsos de Zoologia (Sao Paulo), v. 39, n. 3, p. 29-32, 20 December 1994.
MELLO, Pietro Longo Hollanda de. Répteis Squamata endêmicos do cerrado: perdas de hábitat e conservação em cenários futuros. 2014. vii, 65 f., il. Dissertação (Mestrado em Ecologia)—Universidade de Brasília, Brasília, 2014.